# Wereldbeker schaatsen 2012/2013
De Wereldbeker schaatsen 2012/2013 (officieel: Essent ISU World Cup Speed Skating 2012/13) was een internationale schaatscompetitie verspreid over het gehele schaatsseizoen 2012-2013. De wereldbeker schaatsen wordt georganiseerd door de Internationale Schaatsunie (ISU).
Er waren dit seizoen negen wereldbekerweekenden, twee meer dan het voorgaande jaar. De eerste wedstrijd was van 16 t/m 18 november 2012 in Heerenveen en de finale was van 8 t/m 10 maart 2013 eveneens in Heerenveen. Voor het tweede jaar was de massastart een officieel onderdeel, was de teamsprint een demonstratieonderdeel, en ook voor de tweede keer werd er een overall-klassement opgemaakt, de Grand World Cup.

## Kalender
Op 12 april 2012 maakte de ISU officieel de voorlopige kalender bekend, onder voorbehoud van de organisaties en tv-zenders in Communication No. 1722. In eerste instantie waren Hamar, Seoul en Zakopane ingepland als wereldbekeraccommodaties, maar deze werden uiteindelijk teruggegeven aan de ISU en vervangen door wedstrijden in respectievelijk Astana, Harbin en Inzell. De definitieve kalender (inclusief de invulling van de niet-traditionele onderdelen) werd op 30 juli 2012 bekendgemaakt in Communication No. 1752.
| Plaats     | Datum               | 500m | 1000m | 1500m | 3k/5k | 5k/10k | massastart | achtervolging | teamsprint | details           |
| ---------- | ------------------- | ---- | ----- | ----- | ----- | ------ | ---------- | ------------- | ---------- | ----------------- |
| Heerenveen | 16-18 november 2012 | 2×   | 1×    | 1×    | 1×    |        | 1×         | 1×            |            | Wereldbeker 1     |
| Kolomna    | 24-25 november 2012 |      |       | 1×    | 1×    |        | 1×         |               |            | Wereldbeker 2     |
| Astana     | 1-2 december 2012   |      |       | 1×    |       | 1×     |            | 1×            |            | Wereldbeker 3     |
| Nagano     | 8-9 december 2012   | 2×   | 2×    |       |       |        |            |               | 1x*        | Wereldbeker 4     |
| Harbin     | 15-16 december 2012 | 2×   | 2×    |       |       |        |            |               | 1x*        | Wereldbeker 5     |
| Calgary    | 19-20 januari 2012  | 2×   | 2×    |       |       |        |            |               |            | Wereldbeker 6     |
| Inzell     | 9-10 februari 2013  |      |       | 1×    | 1×    |        | 1×         |               |            | Wereldbeker 7     |
| Erfurt     | 1-3 maart 2013      | 2×   | 1×    | 1×    |       | 1×     |            | 1×            | 1x*        | Wereldbeker 8     |
| Heerenveen | 8-10 maart 2013     | 2×   | 1×    | 1×    | 1×    |        | 1×         | 1×            |            | Wereldbekerfinale |
| Totaal     | Totaal              | 12x  | 9x    | 6x    | 4x    | 2x     | 4x         | 4x            | 3x         |                   |

* = demonstratieonderdeel

## Eindpodia

### Mannen
| Afstand         | 1e               | 2e           | 3e              |
| --------------- | ---------------- | ------------ | --------------- |
| 500 m           | Jan Smeekens     | Joji Kato    | Michel Mulder   |
| 1000 m          | Kjeld Nuis       | Shani Davis  | Hein Otterspeer |
| 1500 m          | Zbigniew Bródka  | Bart Swings  | Håvard Bøkko    |
| 5&10 km         | Jorrit Bergsma   | Bob de Jong  | Sven Kramer     |
| Massastart      | Arjan Stroetinga | Bart Swings  | Jordan Belchos  |
| Achtervolging   | Nederland        | Zuid-Korea   | Rusland         |
|                 |                  |              |                 |
| Grand World Cup | Jorrit Bergsma   | Jan Smeekens | Shani Davis     |

### Vrouwen
| Afstand         | 1e                 | 2e                | 3e                |
| --------------- | ------------------ | ----------------- | ----------------- |
| 500 m           | Lee Sang-hwa       | Jenny Wolf        | Wang Beixing      |
| 1000 m          | Heather Richardson | Brittany Bowe     | Karolína Erbanová |
| 1500 m          | Marrit Leenstra    | Christine Nesbitt | Ireen Wüst        |
| 3&5 km          | Martina Sáblíková  | Claudia Pechstein | Diane Valkenburg  |
| Massastart      | Kim Bo-reum        | Mariska Huisman   | Ivanie Blondin    |
| Achtervolging   | Nederland          | Canada            | Polen             |
|                 |                    |                   |                   |
| Grand World Cup | Ireen Wüst         | Christine Nesbitt | Diane Valkenburg  |

## Deelnamequota
Op basis van de wereldbeker van het voorafgaande seizoen 2011/2012 mochten de volgende landen bijgenoemd aantal deelnemers inschrijven per afstand, wanneer deze aan de limiet per afstand hadden voldaan. Het organiserend land van een wereldbeker mocht op alle afstanden 5 deelnemers inschrijven, mits deze aan de limiet(en) hadden voldaan. Alle andere ISU-leden (landen met federaties in de ijs-/schaatssport die zijn aangesloten bij de ISU) mochten per afstand 1 deelnemer inschrijven, mits voldaan aan de limiet(en).
|                  | Mannen | Mannen | Mannen | Mannen  | Vrouwen | Vrouwen | Vrouwen | Vrouwen |
| Landen           | 500m   | 1000m  | 1500m  | 5/10 km | 500m    | 1000m   | 1500m   | 3/5 km  |
| ---------------- | ------ | ------ | ------ | ------- | ------- | ------- | ------- | ------- |
| Australië        | 2      | 2      | 1      | 1       | 1       | 1       | 1       | 1       |
| België           | 1      | 1      | 2      | 3       | 1       | 1       | 1       | 1       |
| Canada           | 5      | 4      | 4      | 3       | 4       | 5       | 5       | 5       |
| China            | 2      | 2      | 2      | 1       | 5       | 5       | 3       | 1       |
| Duitsland        | 3      | 2      | 3      | 5       | 5       | 5       | 4       | 5       |
| Finland          | 3      | 3      | 1      | 1       | 1       | 1       | 1       | 1       |
| Frankrijk        | 1      | 2      | 3      | 3       | 1       | 1       | 1       | 1       |
| Italië           | 3      | 2      | 3      | 1       | 2       | 1       | 1       | 1       |
| Japan            | 5      | 3      | 1      | 3       | 5       | 5       | 4       | 5       |
| Kazachstan       | 2      | 3      | 3      | 2       | 2       | 2       | 1       | 1       |
| Letland          | 1      | 2      | 2      | 2       | 1       | 1       | 1       | 1       |
| Nederland        | 5      | 5      | 5      | 5       | 5       | 5       | 5       | 5       |
| Nieuw-Zeeland    | 1      | 1      | 1      | 2       | 1       | 1       | 1       | 1       |
| Noorwegen        | 2      | 3      | 5      | 4       | 2       | 3       | 3       | 3       |
| Oostenrijk       | 1      | 1      | 1      | 1       | 2       | 1       | 1       | 2       |
| Polen            | 2      | 2      | 3      | 3       | 1       | 1       | 3       | 3       |
| Rusland          | 5      | 5      | 4      | 3       | 3       | 5       | 5       | 5       |
| Tsjechië         | 1      | 1      | 1      | 1       | 2       | 3       | 3       | 3       |
| Verenigde Staten | 3      | 3      | 4      | 4       | 4       | 4       | 3       | 3       |
| Wit-Rusland      | 1      | 1      | 1      | 1       | 2       | 2       | 1       | 1       |
| Zuid-Korea       | 5      | 3      | 2      | 3       | 3       | 3       | 3       | 4       |
| Zwitserland      | 1      | 1      | 1      | 2       | 1       | 1       | 1       | 1       |

Voor de ploegenachtervolging mocht elk land één team inschrijven, mits alle drie de schaat(st)ers aan een van de wereldbekerlimieten hadden voldaan. Voor de massastart mocht elk land maximaal drie schaatsers inschrijven, mits de schaat(st)er(s) aan een van de wereldbekerlimieten hadden voldaan.

## Limiettijden
Om te mogen starten in de wereldbeker schaatsen 2012/2013 moest de schaatser na 1 juli 2011 aan de volgende limiettijden hebben voldaan. Voor deelname aan de ploegenachtervolging of massastart volstond het rijden van een van deze limiettijden (om het even welke). Om tegemoet te komen aan de bezwaren van de kleine schaatslanden voor wie de reis naar Salt Lake City of Calgary (de twee snelste banen in de wereld) vaak een zware grote financiële last is, was er voor het eerst een aparte (minder strenge) limiet opgenomen voor overige schaatsbanen.
| Geslacht | 500m  | 1000m   | 1500m   | 3000m   | 5000m                            | 10.000m                            |
| -------- | ----- | ------- | ------- | ------- | -------------------------------- | ---------------------------------- |
| Mannen   | 36,20 | 1.11,90 | 1.51,00 | —       | 6.48,00                          | 13.40,00 (10 km) of 6.35,00 (5 km) |
| Vrouwen  | 40,00 | 1.20,00 | 2.03,00 | 4.24,00 | 7.25,00 (5 km) of 4.15,00 (3 km) | —                                  |

| Geslacht | 500m  | 1000m   | 1500m   | 3000m   | 5000m                            | 10.000m                            |
| -------- | ----- | ------- | ------- | ------- | -------------------------------- | ---------------------------------- |
| Mannen   | 36,60 | 1.12,80 | 1.52,50 | —       | 6.52,00                          | 13.50,00 (10 km) of 6.40,00 (5 km) |
| Vrouwen  | 40,50 | 1.21,00 | 2.05,00 | 4.28,00 | 7.32,00 (5 km) of 4.20,00 (3 km) | —                                  |